# Komárno
Komárno (maďarsky Komárom, německy Komorn) je město na Slovensku, na jihu země, v Nitranském kraji. Leží na severním břehu Dunaje, který zde představuje slovensko-maďarskou hranici a odděluje jej od stejnojmenného maďarského města. Do Dunaje zde ústí slovenská národní řeka Váh. Žije zde zhruba 34 000 obyvatel.

## Název
Podle sporných dokladů o historii osídlení města Komárna se roku 1075 připomíná název Camarum. Další dokumenty zmiňují toto osídlení jako Kamarn(iensis), Komarn(iense) – 1218, Kamarum – 1266, Camarum – 1268, Kamar – 1283 atp. Vila Camarun byla jedna z 23 osad, které patřily pod správu Komárenského hradu.
Maďarsky se oficiálně město nazývá prostě Komárom, ale v běžné řeči se pro odlišení od maďarské části nazývá Észak-Komárom (Severní Komárno), Öregkomárom (Staré Komárno), Szlovák-Komárom (Slovenské Komárno) nebo nejčastěji Révkomárom (přístav Komárno).

## Historie
Na strategickém místě, kde se Váh vlévá do Dunaje, existovalo souvislé osídlení, které bylo pod uherskou vládou již v 10. století. Později zde byla vystavěna pevnost, která je doložena již v 16. století. Ta byla jedna z nejvýznamnějších v celém tehdejším Uhersku; nebyla nikdy dobyta silou a patřila k významným bodům vojenského odporu proti postupujícím vojskům Osmanské říše. V 17. století byla hned vedle původní postavena nová, další pevnost. Na druhém břehu Dunaje vznikla osada Újszőny, která byla administrativně samostatná až do roku 1896. Na rozdíl od osady Újszőny, nebylo Komárno podřízeno Komárenské župě, ale mělo od roku 1745 v rámci Uherska zvláštní postavení svobodného královského města a od roku 1870 municipálního města, přestože bylo zároveň správním centrem této župy. V období od dne 28.6.1763, kdy zahynulo na následky zemětřesení 63 obyvatel, do 26.8.1763 bylo Komárno postiženo opakujícím se zemětřesením. V roce 1767 bylo postiženo rozsáhlým požárem. V roce 1783 se zemětřesení znovu opakovalo. Během revolučního roku 1849 byl pověřen obranou pevnosti Komárno generál maďarských revolučních sil György Klapka; obléhání Komárna císařským vojskem tehdy trvalo bez úspěchu do 23. září 1849.
V roce 1890 zde žilo 13 706 obyvatel, většinou maďarské národnosti s tím, že zde bylo 1925 židů. Kromě toho zde byla vojenská posádka (3360 mužů). Roku 1896 se součástí města stala pravobřežní osada Újszőny. Po vyhlášení Československa se Komárno stalo jeho součástí. Maďarsko se ho nechtělo vzdát – vypukl ozbrojený boj, který byl nakonec pro Maďarsko neúspěšný. Původní jedno město bylo rozděleno ve dvě; jižní část, přesněji již zmíněné malé předměstí (Újszőny), zůstalo Maďarsku, začalo být reorganizováno na město a dnes patří k významným železničním křižovatkám. Komárno se naopak stalo významným československým přístavem na Dunaji.
V roce 1937 byly na břehu Dunaje postaveny železobetonové bunkry v rámci soustavy československého opevnění. Maďarská správa zde byla obnovena po první vídeňské arbitráži, kdy došlo k odstoupení jihovýchodního pohraničí ČSR, kdy Maďarsko získalo celý jih Slovenska s maďarskou menšinou až po Nové Zámky. Tehdy byla až do roku 1945 obě města opět sloučena a celé okolí, opětovně sloučeného města, se stalo součástí obnovené a značně rozšířené Komárenské župy, nově zahrnující i většinu území Žitného ostrova.
Před druhou světovou válkou měla zdejší židovská obec přes 2000 členů. V důsledku holocaustu  se tento počet výrazně snížil.
Po druhé světové válce bylo město spolu s celým jižním Slovenskem opět připojeno k Československu, avšak maďarská menšina tu stále zůstává, čítá kolem šedesáti procent. Město tak má převážně maďarský charakter a dvojjazyčné nápisy jsou běžné. Právě v Komárně je koncentrováno největší maďarské osídlení na Slovensku; nacházejí se zde četné menšinové kulturní instituce, školy (maďarská univerzita, jediná na Slovensku).
Několik let po válce byl dle návrhu slavného českého architekta Bohuslava Fuchse postaven soubor obytných domů.

## Přírodní poměry
Ve správním území města leží národní přírodní rezervace Apálsky ostrov, přírodní rezervace Komočín, chráněné areály Strážsky park, Pri Orechovom rade, Komárňanské slanisko, Pavelské slanisko a zasahuje do něj část přírodní rezervace Vrbina.

## Místní části
- Čerhát
- Ďulov Dvor
- Hadovce
- Kava
- Lándor
- Malá Iža
- Malý Harčáš
- Nová Osada
- Nová Stráž
- Pavel
- Veľký Harčáš

## Pamětihodnosti
- Kostel svatého Ondřeje
- Reformovaný kostel, z let 1787 – 1788
- Evangelický kostel, z let 1795 – 1798
- Srbský pravoslavný chrám Obětování Panny Marie, jednolodní barokní stavba se segmentovým ukončením presbytáře a věží tvořící součást její hmoty, z let 1754 – 1782
- Římskokatolický kostel Božského Srdce Ježíšova, tzn. Vojenský kostel, jednolodní barokní stavba s pravoúhlým ukončením presbytáře a představenou věží, z období po roce 1672. Původně byl postaven reformovanými věřícími, ale v rámci protireformace byl na konci 17. století odebrán a věnován řádu františkánů. Barokní úpravou prošel v roce 1763. V roce 1783 byli františkáni Josefem II. rozpuštění a kostel začal sloužit místní vojenské posádce. Do roku 1966 sloužil jako sklad, později prošel obnovou. V současnosti zde sídlí Galerie Limes.[9] Fasády jsou členěny půlkruhově ukončenými okny s profilovanými šambránami. Průčelí kostela dominuje rizalit lemovaný pilastry s výraznou korunní římsou se segmentovým štítem. Věž s nárožním zaoblením je členěna pilastry a ukončena korunní římsou s terčíkem a jehlancovou helmicí. U kostela stál objekt bývalého františkánského kláštera, který byl po druhé světové válce zbourán.
- Římskokatolický Kostel sv. Rozálie, jednoloďová klasicistní centrální stavba na půdorysu ovála s pravoúhlým ukončením presbytáře a dvěma představenými věžemi, z let 1839 – 1844. Stojí na místě staršího barokního kostela, ze kterého se zachoval jeden oltář. Autorem projektu kostela je pravděpodobně J. Packh, autor ostřihomské baziliky. Při bombardování města v roce 1849 sloužil provizorně reformovaným i katolickým věřícím. Později sloužil jako studentský a vojenský kostel. Úpravami prošel v roce 1908.[17] Obnoven byl v roce 2011. Interiér je zaklenutý kupolí s laternou. Kostelu dominuje průčelí členěné pilastry, ukončené trojúhelníkovým štítem s tympanonem a dvěma kruhovými věžemi s pilastry a kupolovými helmicemi. Centrální hmota kostela má kruhová okna, ukončena je kupolí s laternou s půlkruhově ukončenými okny.
- Kaple sv. Josefa, jednolodní barokní stavba s pravoúhlým závěrem a malou střešní věží, z roku 1741. Donátorem stavby byl baron Adam Ziči. Na začátku 19. století prošla klasicistní úpravou. Obnovena byla v roce 1904, kdy byl přilehlý špitál přebudován na tiskárnu a knihkupectví Gejzy Spitzera. Interiér je zaklenut pruskými klenbami. Nachází se zde pozdně barokní oltář s obrazem sv. Josefa z konce 18. století.Úzká fasáda kaple je členěna pilastry a ukončena věžící s tamburovou kupolí. Portál je řešen jako edikula s profilovaným ostěním a segmentovou supraportou.
- Kaple sv. Anny se špitálem, jednolodní barokní stavba s polygonálním závěrem z roku 1750. V letech 1763 – 1768 prošla úpravami a také po bombardování v roce 1849.[20] Průčelí kaple je členěno lizénami a ukončeno trojúhelníkovým štítem s tympanonem. Z průčelí vyrůstá věž s jehlancovou helmicí.
- Ortodoxní synagoga, jednopodlažní eklektická stavba na půdorysu písmena L z roku 1896.
- Fortifikační systém města Komárno
- Radnice, třípodlažní dvoutraktová původně barokní stavba na půdorysu obdélníku z roku 1766. Úpravami prošla v letech 1848 a 1875, kdy byla neoklasicistně upravena. Průčelí dominuje centrálně umístěná městská věž členěná kordonovými římsami, pilastry, kvádrováním a průběžným ochozem, ukončená je kopulí. Fasády jsou členěny kordonovými římsami a pilastry, půlkruhově ukončená okna mají profilované šambrány s klenáky.
- Důstojnický pavilon, dvoupodlažní eklektická čtyřkřídlová stavba na nepravidelném půdorysu s vnitřním nádvořím z let 1858 – 1863.[24] Pavilon tvořil součást vojenských objektů komárenské pevnosti. Nacházely se zde byty důstojníků a velké důstojnické kasino. V současnosti zde sídlí Univerzita J. Selyeho. Průčelí orientované do Náměstí gen. Klapky je lemováno nárožními oktogonálními věžemi ukončenými dekorativním cimbuřím. Fasáda je členěna slepými arkádami a ukončena atikou s obloučkovým vlysem s nápisem Viribus Unitis, heslem císaře Františka Josefa I. Půlkruhově ukončená okna mají profilované suprafenestry nesené konzolami.
- Zichyho palác, třítraktová dvoupodlažní původně barokní stavba z druhé poloviny 17. století. Úpravami prošel v roce 1763, 1798 a 1870, kdy získal současnou neoklasicistní úpravu. Na začátku 19. století se v objektu konaly slavnostní akce, plesy a divadelní vystoupení. V současnosti objekt patří Podunajskému muzeu. Ze strany Župné ulice je fasáda klasicistní s centrálním rizalitem členěným lizénami a ukončeným trojúhelníkovým štítem s tymapnonem. Portál má půlkruhové kamenné ostění s klenákem, nad ním je balkon s kovaným zábradlím s iniciálou Zičiovců. Neoklasicistická fasáda ze strany Náměstí gen. Klapku je lemována nárožními věžemi dekorovanými kvádrováním a ukončenými manzardovými střechami. Průčelí dominuje tříosý rizalit s průběžným balkonem ukončený balustrádou. Okna mají šambrány a segmentové suprafenestry.
- Bývalý Župní dům, třípodlažní třítraktová původně klasicistní stavba z let 1798 – 1813, na půdorysu písmene U. Průčelí dominuje střední rizalit členěný pilastry a půlkruhově ukončenými okny s profilovanými šambránami a nadokenními římsami.
- Bývalé Kolegium reformované církve, dvoupodlažní třítraktová barokovoklasicistická stavba z let 1795 – 1796. Objekt dnes patří Univerzitě J. Selyeho. Fasády kolegia jsou členěny lizénami, prodlouženými kazetami a vertikálně propojenými okny se šambránami a nadokenními římsami. Průčelí dominuje tříosý rizalit s kamenným portálem s oválným světlíkem. Na ose rizalitu je umístěna malá střešní věž.

### Sochy
- Trojiční sloup, barokní sousoší z období po roce 1715. Obnovou prošel v letech 1884, 1927 a 1991.
- Socha sv. Štěpána
- Socha generála Györgye Klapky
- Socha Franze Lehára
- Socha Móra Jókaiho
- Socha sv. Cyrila a Metoděje
- Socha Milana Rastislava Štefánika
- Socha Attily Kaszáse u Jókaiho divadla

### Pomníky
- Hrob rodiny Jókai
- Hrob Zlatého muže
- Náhrobky u kostela reformované církve – pravoslavné církve
- Památník antifašistického odboje - nám. Senný trh
- Pomník padlých v 1. světové válce
- Pomník vojákům Rudé armády
- Hrob Ludvíka J. Šuleka
- Hrobka gen. Pavla Davidovicse u kostela pravoslavné církve

### Pamětní tabule
- Pamětní tabule Bély Bartóka
- Pamětní tabule Dr. Janosa Selyeho
- Pamětní tabule hraběte Istvána Széchenyiho 1907 – 1929
- Pamětní tabule Móra Jókaiho
- Pamětní tabule obětem holocaustu
- Pamětní tabule Stanislause von Prowazek

### Náměstí „Nádvorie Európy“
Komárno na svém „Nádvorie Európy“ umístilo více než čtyři desítky budov, postavených v měřítku jedna ku jedné, které reprezentují architekturu a stavební slohy typické pro téměř všechny evropské státy. Obdivovat, případně i srovnávat lze budovy z Walesu, Vatikánu, Irska, Itálie, Transylvánie, Islandu či Grónska. Odpočinout lze na lavičkách u fontány nazvané Milénium. Vládne zde harmonická souhra někdy naprosto odlišných architektonických znaků. Při prohlídce pestrobarevných budov lze obdivovat i sochy patronů Evropy (např. Marie Terezie, Matyáše Korvína, Panny Marie a jiných), které dotváří atmosféru náměstí. „Nádvorie Európy“ je oblíbenou zastávkou turistů, které lákají nejen budovy, ale také příjemné prostředí vhodně doplněné zelení.

## Městská hromadná doprava
Jako první na Slovensku zavedlo město Komárno od ledna 2020 v pracovních dnech bezplatnou MHD. Opatření má zlepšit životní prostředí, dopravu, parkování a pomoci s dojížděním do práce. MHD tvoří linky 2, 3, 7 a 8  a provozuje je společnost Arriva Nové Zámky a.s. (2024-2025).

## Turismus
- Městem prochází evropská cyklotrasa EuroVelo 6.
- Ve městě je termální koupaliště, které je vybudováno na ploše 2,5 ha. Má dva aktivní termální prameny s teplotou vody 45 °C a 30 °C. Tyto minerální vody mají příznivé účinky na kloubní, revmatické a ženské choroby.

## Rodáci
- Ladislav Pohrobek (1440–1457), král uherský a český
- Emerich Sinelli (1622–1685), vídeňský biskup
- Leopold Karel z Koloniče (1632–1707), arcibiskup a kardinál
- Kálmán Ghyczy (1808–1888), právník a ministr
- Johann Baptista Grossinger (1728–1803), přírodovědec a entomolog
- Samuel Zay (1753–1812), lékař, přírodovědec
- Károly Döme (1768–1845), spisovatel
- Zsigmond Beöthy (1819–1896), básník
- Mór Jókai (1825–1904), spisovatel
- Franz Lehár (1870–1948), hudební skladatel
- Anton Moravčík (1931–1996), fotbalista
- Ivan Reitman (1946–2022), režisér, producent a scenárista

## Partnerská města
- Blansko, Česko
- Komárom, Maďarsko
- Kralupy nad Vltavou, Česko
- Lieto, Finsko
- Sebeș, Rumunsko
- Terezín, Česko
- Weissenfels, Německo

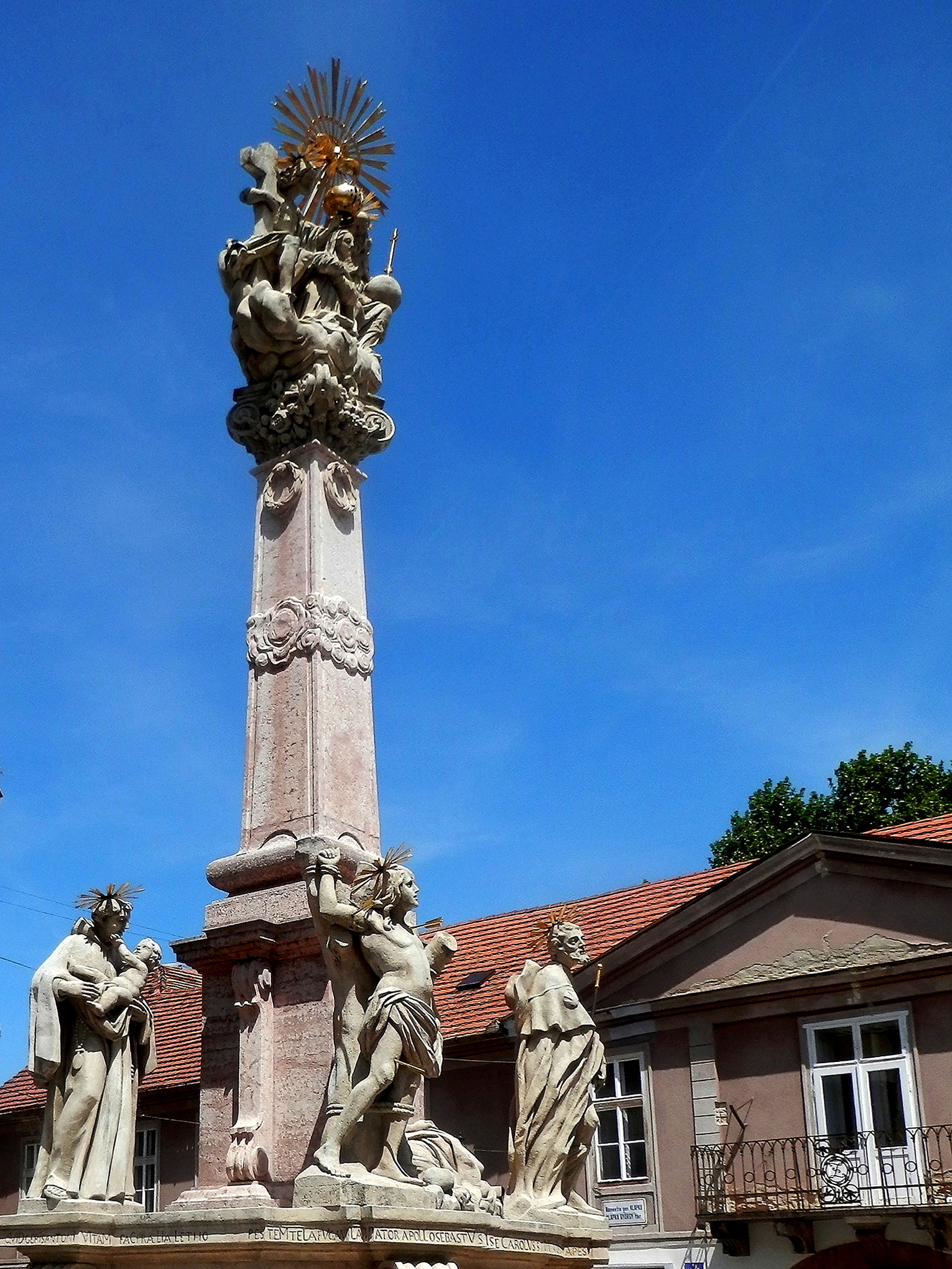
Trojičný sloup
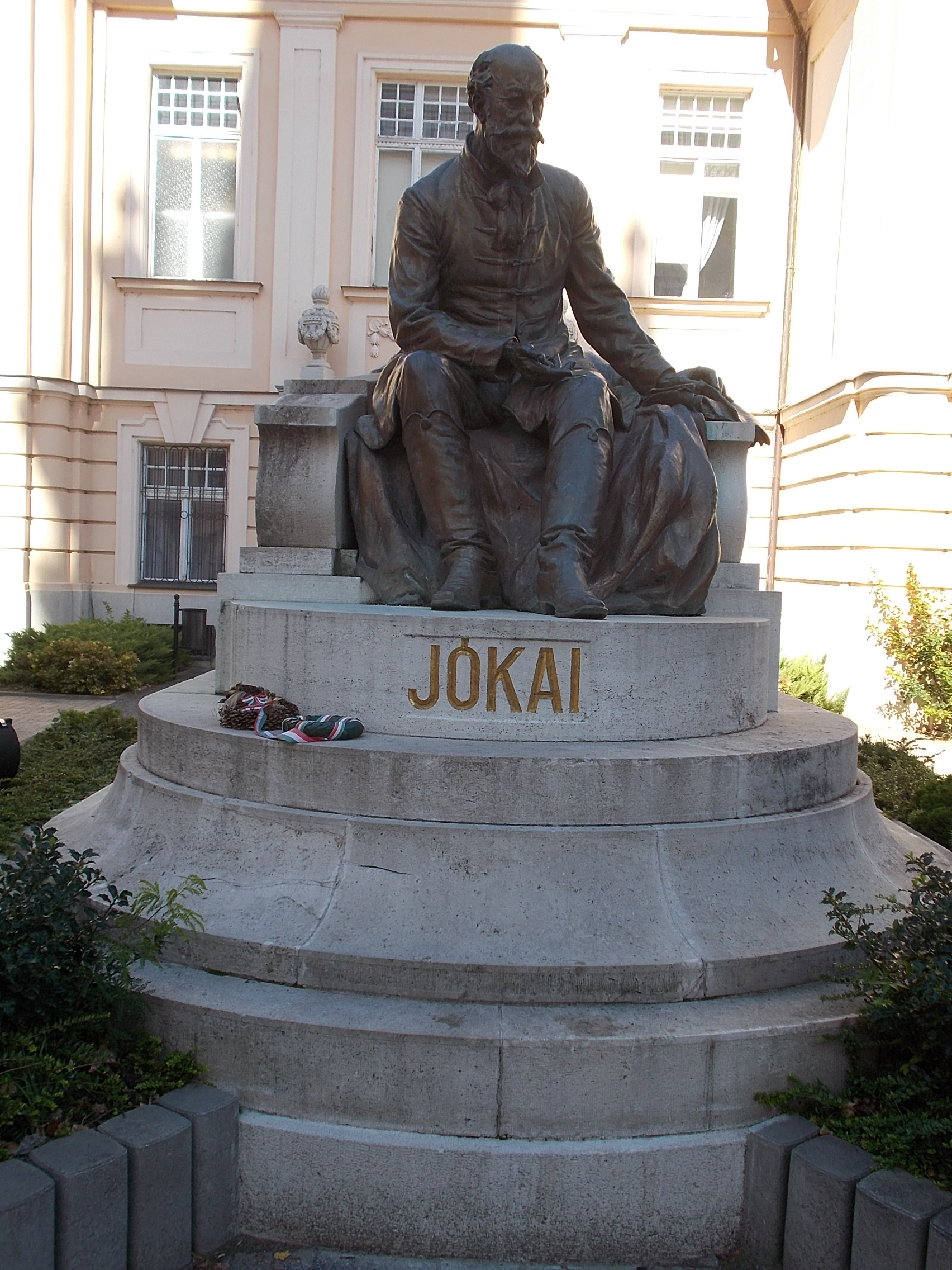
Pomník M.Jókaie
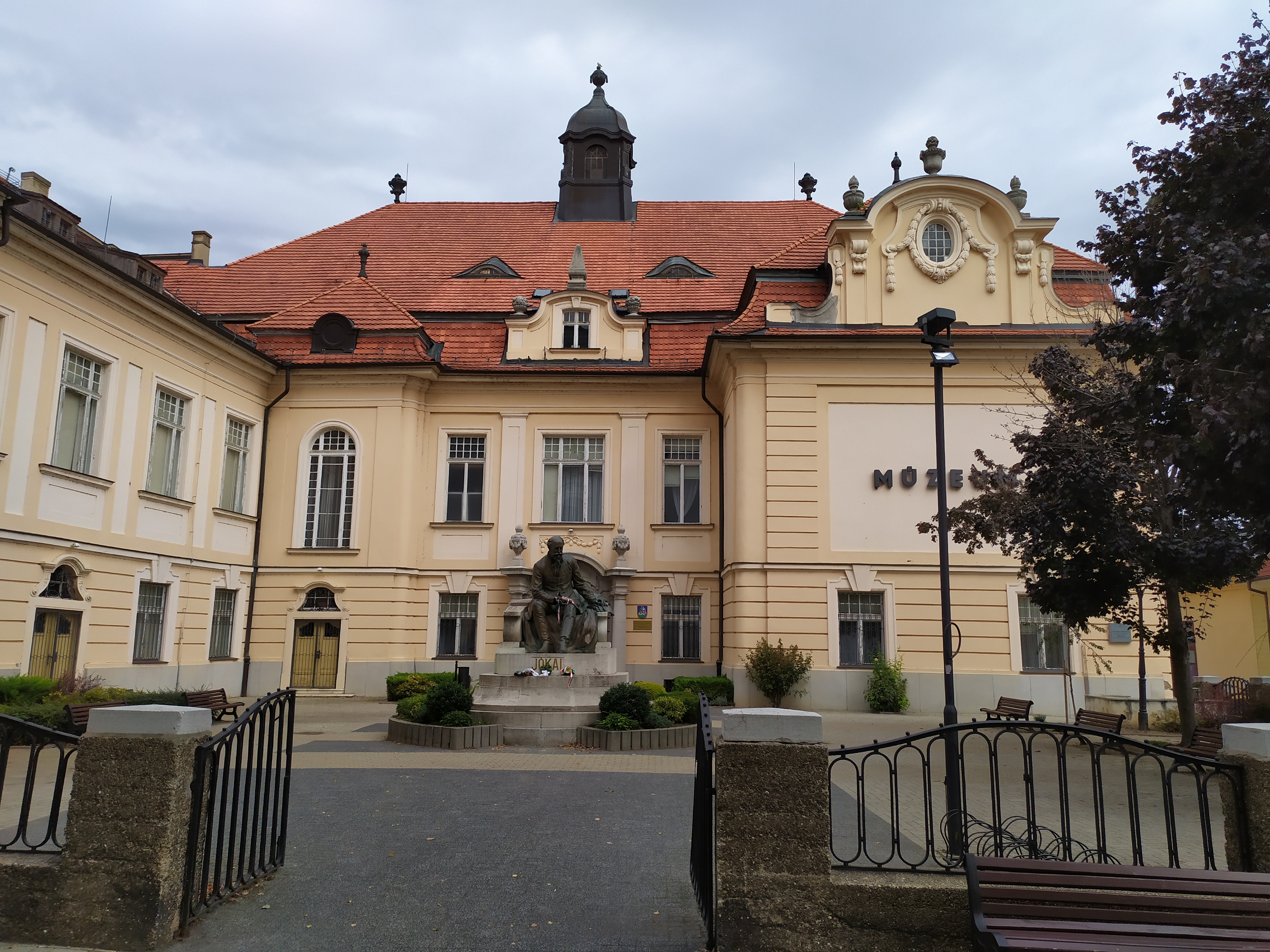
Podunajské muzeum (Zichyho palác)
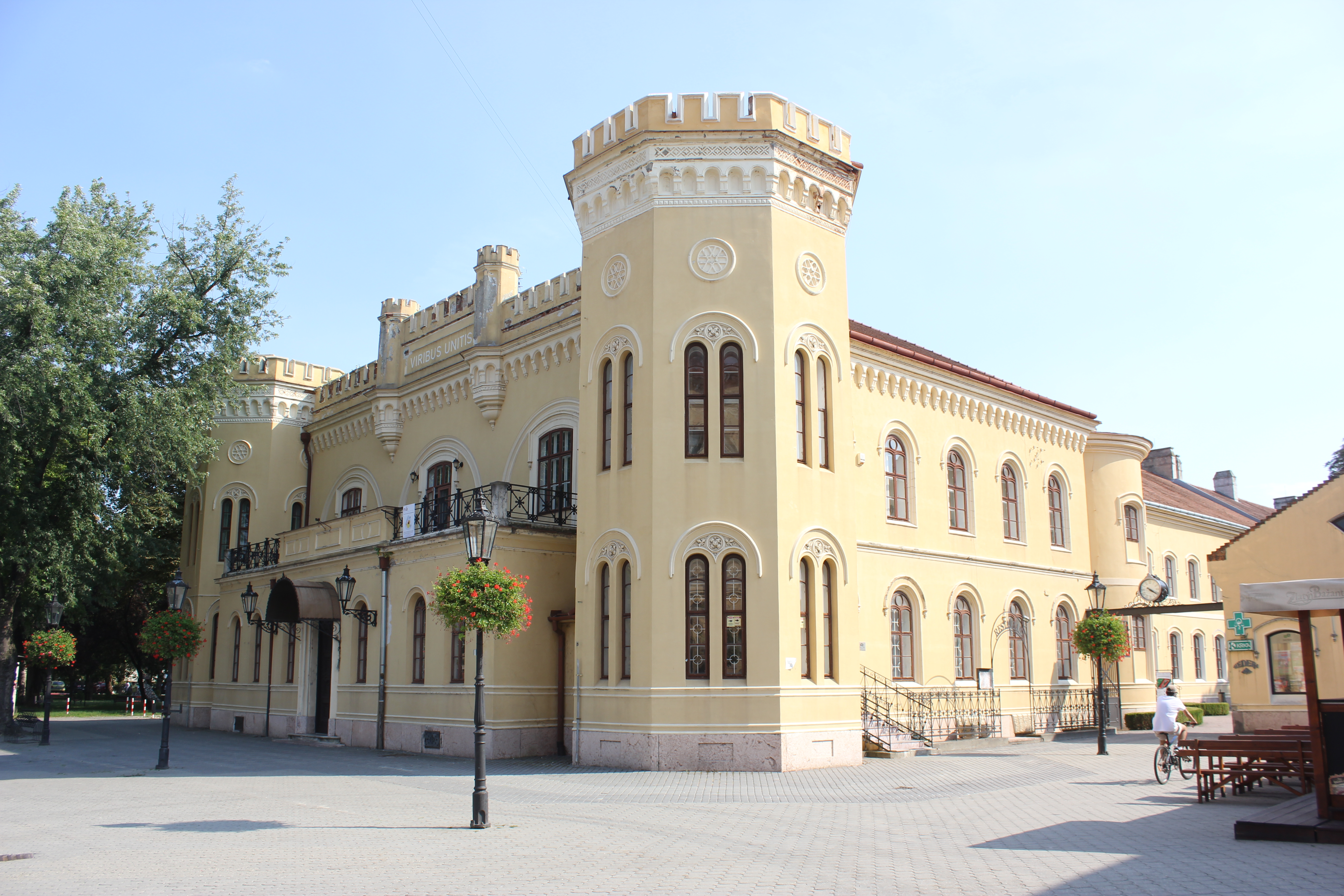
Komárno, důstojnický pavilón
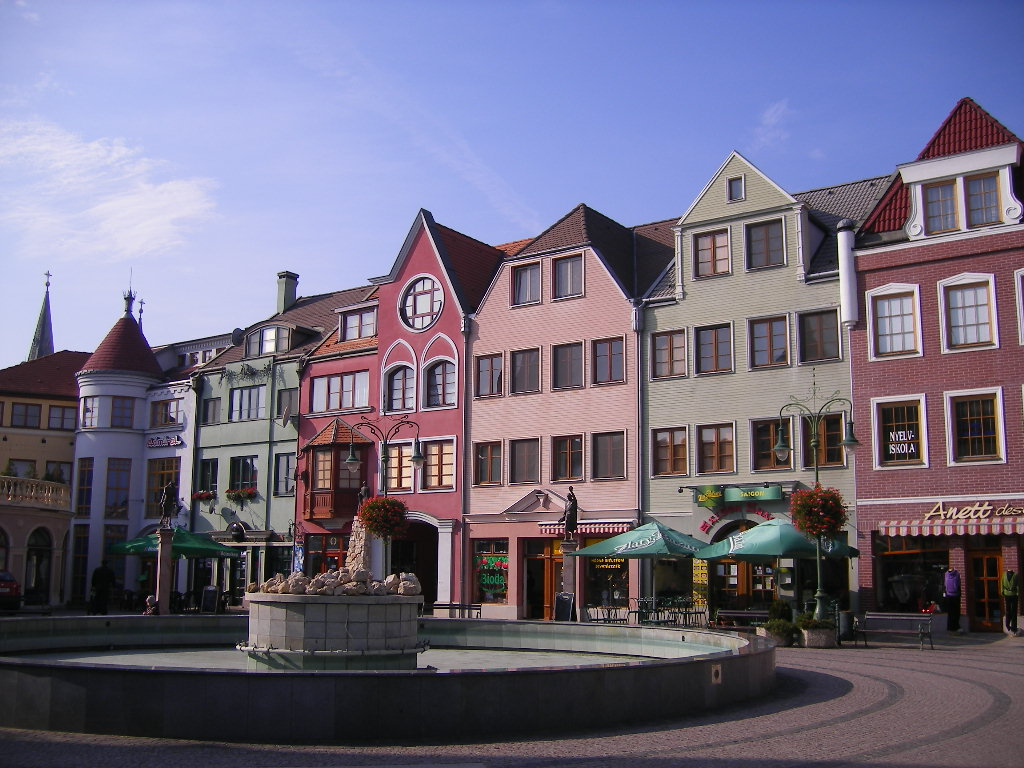
Náměstí „Nádvorie Európy“